# El Puerto de Liverpool
El Puerto de Liverpool (offiziell El Puerto de Liverpool, S.A.B. de Liverpool, S.A.B. de C.V.) ist ein mexikanisches Unternehmen mit Firmensitz in Mexiko-Stadt. Es operiert 124 Liverpool Kaufhäuser, 179 Suburbia kleinere Warenhäuser, und 28 Galerías Einkaufszentren, alle in Mexico.

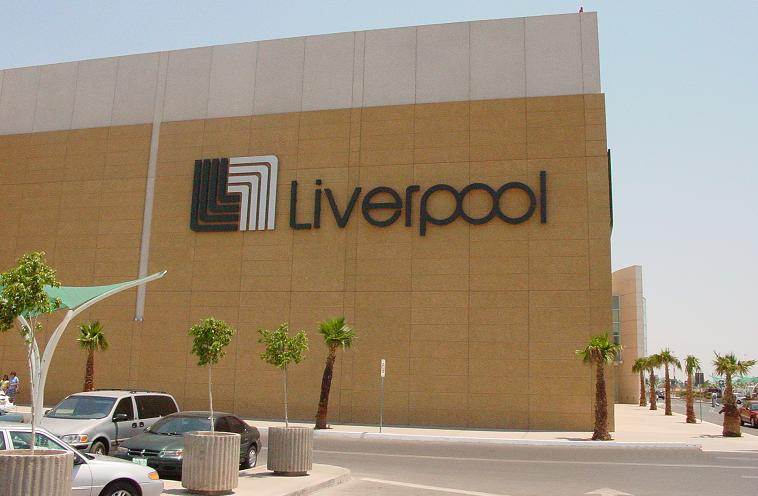
Liverpool Filiale in Torreón

Das Unternehmen wurde 1847 vom Franzosen Jean Baptiste Ebrard gegründet. Ab 1872 begann er Waren aus Europa zu importieren, die über Liverpool in England verladen wurden. Im Unternehmen sind rund 30.000 Mitarbeiter beschäftigt. Geleitet wird das Einzelhandelsunternehmen von José Calderón Muñoz de Cote.

## Einkaufszentren (Galerías)
Nach Regionen so wie die El Puerto de Liverpoolgruppe sie (auf Spanisch) definiert.
| Südosten | Süden                                                                                    | Zentralmexiko |
| --- | ---------------------------------------------------------------------------------------- | --- |
| - Galerías Tabasco, Villahermosa - Galerías Mérida - Galerías Campeche                                                                                    | - Galerías Chilpancingo - Galerías Cuernavaca - Galerías Acapulco                        | - Galerías Querétaro - Galerías Celaya - Galerías San Juan del Río - Galerías Serdán - Galerías Tlaxcala |
| Nordwesten | Norden                                                                                   | Mexiko-Stadt und Bundesstaat |
| - Galerías Santa Anita, Tlajomulco, Metropolregion Guadalajara - Galerías La Paz, La Paz, B.C.S. - Galerías Mazatlán - Galerías Vallarta, Puerto Vallarta | - Galerías Monterrey - Galerías Laguna, Torreón - Galerías Saltillo - Galerías Zacatecas | Mexiko-Stadt - Galerías Insurgentes, Viertel Colonia Del Valle - Perisur (N.B. keine Galería im Namen), Viertel Jardines del Pedregal de San Ángel - Galerías Polanco, Viertel Polanco - Galerías Coapa, Viertel Coapa, Acoxpa México (Bundesstaat) Metropolregion Mexiko-Stad - Galerías Atizapán, Mexico-Staat - Galerías Perinorte, Cuautitlán Izcalli Bundesstaat México Metropolregion Toluca - Galerías Metepec, Mexico-Staat - Galerías Toluca |